# 乌巴波兰加
乌巴波兰加是巴西米纳斯吉拉斯州的一个市镇。总面积390.886平方公里，总人口12060人，人口密度30.9人/平方公里。